# فرد ویلیامسون
فرد ویلیامسون (انگلیسی: Fred Williamson؛ زادهٔ ۵ مارس ۱۹۳۸) بازیگر و کارگردان اهل ایالات متحده آمریکا است. 
از فیلم‌ها یا برنامه‌های تلویزیونی که وی در آن نقش داشته‌است، می‌توان به از گرگ و میش تا سحر، بلک‌جک، استارسکی و هاتچ و آن قطار زرهی لعنتی اشاره کرد.